# Sirhind (region)
Sirhind är en bygd i Punjab, bestående av den nordöstra delen av slätten mellan floderna Yamuna och Sutlej i nuvarande Indien. Den bevattnas av Sirhindkanalen, som får sitt vatten från Sutlej vid staden Rupar.
Traditionellt räknas distriktet Ambala i nuvarande delstaten Haryana och distrikten Ludhiana och Ferozepur i nuvarande delstaten Punjab till Sirhind, jämte de gamla furstendömena Patiala, Jind och Nabha.

## Artikelursprung
- Sirhind i Nordisk familjebok (andra upplagan, 1917)